# Liste der irakischen Botschafter in Deutschland

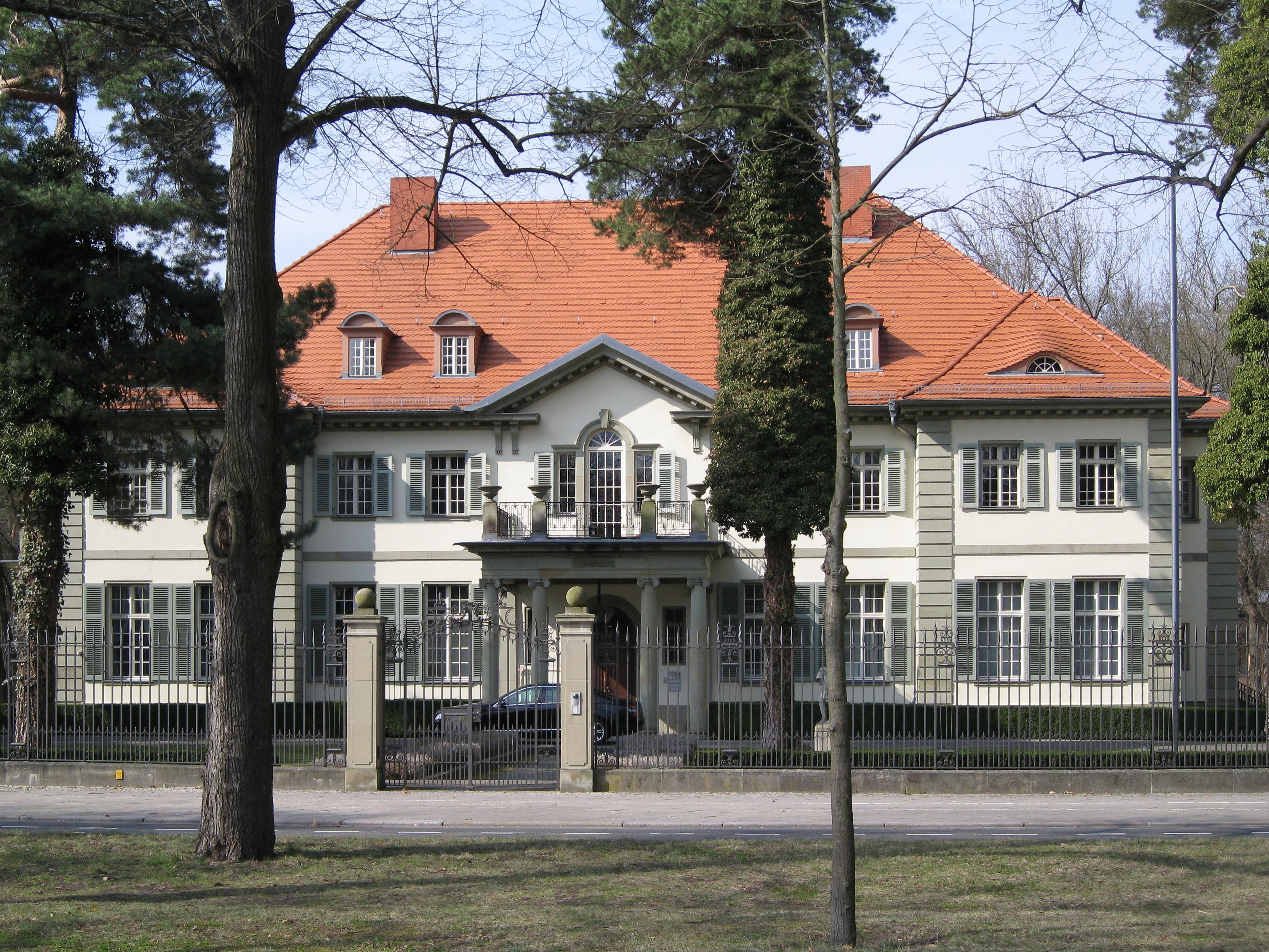
Die Botschaft befindet sich seit 2002 in einer denkmalgeschützten Villa in der Pacelliallee 19–21 in Berlin.

## Geschichte
Der Irak war Teil des osmanischen Reichs, als die Bagdadbahn erstellt wurde. Von 1920 bis 1935 war der Irak Teil des britischen Mandates Mesopotamien. 1938 befand sich die Gesandtschaft in der Fasanenstraße 3,  Berlin-Charlottenburg. Bis 1958 befand sich die königlich-irakische Botschaft in der Argelander Str. 4, Bonn. Am 14. Juli 1958 wurde Faisal II. getötet und durch Bagdad geschleift, der Irak wurde eine Republik. 1981 befand sich die Botschaft in der Lennéstr. 1, Bonn, von 1981 bis 1994 befand sich die Botschaft in der Dürenstraße 33 in Bad Godesberg.

## Namensliste mit Amtszeiten
| Ernannt       | Botschafter                           | Bemerkungen                                                                                             | Regierung des Iraks     | Regierung in Deutschland | wann Abberufung |
| ------------- | ------------------------------------- | --- | ----------------------- | ------------------------ | --------------- |
| 1935          | Zeid bin Hussein                      | außerordentlicher Gesandter und Ministre plénipotentiaire                                               | Ghazi I.                | Kabinett Hitler          | 6. Sep. 1939    |
| 6. Sep. 1939  |                                       | Schutzmacht: Afghanistan, in den durch die Wehrmacht besetzten Gebieten war die Schutzmacht die Türkei. | Faisal II.              | Kabinett Hitler          | 30. Apr. 1945   |
| 1953          | Seifullah Khadadan                    | | Faisal II.              | Kabinett Adenauer I      | 1957            |
| 1957          | Ali Haider Suleiman                   | 1961 – 2. Juni 1962 irakischer Botschafter in Washington, 1965: Botschafter in Bern                     | Faisal II.              | Kabinett Adenauer II     | 1959            |
| 1959          |                                       | vakant                                                                                                  | Abd al-Karim Qasim      | Kabinett Adenauer III    | 1963            |
| 1963          | Djabir Omar                           | | Ahmad Hasan al-Bakr     | Kabinett Adenauer V      | 12. Mai 1965    |
| 12. Mai 1965  |                                       | Abbruch der diplomatischen Beziehungen durch die irakische Regierung, Schutzmacht Schweiz               | Abd ar-Rahman al-Bazzaz | Kabinett Erhard I        | S               |
| 28. Feb. 1974 | Talib Schabib                         | | Ahmad Hasan al-Bakr     | Kabinett Schmidt I       | 1976            |
| 1982          | Bassim Mohammed Abdul Rahman Al-Bezaz | | Saddam Hussein          | Kabinett Kohl II         |                 |
| 1984          | Abdul Razzak Kassim Al-Haschimi       | | Saddam Hussein          | Kabinett Kohl II         |                 |
| 3. Aug. 2010  | Hussain Mahmood Fadhlalla Alkhateeb   | | Nuri al-Maliki          | Kabinett Merkel II       | 2011            |
| 2011          | Al-Sadi Ahmed Ali Ameen               | | Nuri al-Maliki          | Kabinett Merkel II       | 2016            |
| 13. Dez. 2016 | Dhia Hadi Mahmoud Al-Dabbas           | | Haider al-Abadi         | Kabinett Merkel III      | 2021            |
| 17. Sep. 2021 | Lukman Abdulraheem A. Al-Faily        | | Mustafa Al-Kadhimi      | Kabinett Merkel IV       |                 |